# Список об'єктів Світової спадщини ЮНЕСКО у Домініканській Республіці
У списку об'єктів Світової спадщини ЮНЕСКО у Домініканській Республіці налічується 1 найменування (станом на 2011 рік).
Крім цього, за станом на 2018 рік, 13 об'єктів на території держави перебувають серед кандидатів на включення до списку всесвітньої спадщини. Об'єкт на території Домініканської Республіки був занесений в список в 1990 році на 14-й сесії Комітету всесвітньої спадщини ЮНЕСКО.
| № | Зображення | Назва                           | Місцеположення | Час створення | Час внесення до списку | №                                                  | Критерії   |
| - | ---------- | ------------------------------- | -------------- | ------------- | ---------------------- | -------------------------------------------------- | ---------- |
| 1 |            | Колоніальне місто Санто-Домінго | Санто-Домінго  | 1494          | 1980                   | 526 [Архівовано 24 грудня 2018 у Wayback Machine.] | ii, iv, vi |